# Ню Весов
Ню Весов (лат. ν Librae), 21 Весов (лат. 21 Librae), HD 133774 — одиночная звезда в созвездии Весов на расстоянии приблизительно 569 световых лет (около 174 парсеков) от Солнца. Видимая звёздная величина звезды — +5,2m.

## Характеристики
Ню Весов — оранжевый гигант спектрального класса K5III. Радиус — около 45,62 солнечных, светимость — около 1216,2 солнечных. Эффективная температура — около 3920 К.